# Epidendrum yarumalense
Epidendrum yarumalense là một loài thực vật có hoa trong họ Lan. Loài này được Hágsater & E.Santiago mô tả khoa học đầu tiên năm 2004.